# TV Morena
TV Morena é uma emissora de televisão brasileira regional sediada em Campo Grande, capital do estado de Mato Grosso do Sul. Opera no canal 6 (30 UHF digital) e é afiliada à TV Globo. Pertence à Rede Matogrossense de Comunicação, rede de televisão do Grupo Zahran que atua nos estados de Mato Grosso do Sul e Mato Grosso, sendo a TV Morena cabeça de rede para o primeiro, bem como a primeira emissora da rede a ser fundada, em 1965.

## História
Em 1963, os irmãos Eduardo, Nagib e Ueze Zahran, proprietários da comercializadora de gás Copagaz, solicitaram ao Conselho Nacional de Telecomunicações concessões para operação de televisão nas cidades de Cuiabá, Campo Grande e Corumbá, no estado de Mato Grosso. A da segunda chegou a ser disputada por um comerciante local, que terminou por desistir de consegui-la. Ueze foi ao Rio de Janeiro para contatar a jornalista Antonieta Ries Coelho e deixá-la responsável por providenciar a documentação do processo. No ano seguinte, para que Campo Grande estivesse apta a receber sua primeira emissora, corretores da firma dos Zahran começaram a vender aparelhos televisores adquiridos em São Paulo à população em expectativa para o lançamento da TV Morena, cujo canal 6 VHF foi outorgado pelo decreto publicado no Diário Oficial da União em 12 de outubro de 1965.
Os testes de transmissão foram realizados nos primeiros dias de dezembro daquele ano, com imagens geradas a partir de um estúdio improvisado na residência de Jorge Zahran para televisões localizadas em pontos da cidade. A TV Morena entrou no ar oficialmente no dia 24 de dezembro, véspera de Natal, em evento parcialmente interrompido por uma queda no fornecimento de energia elétrica que contou com a presença do então prefeito Mendes Canale e a benção do bispo Dom Antônio Barbosa. Neste período, a emissora exibia programas da TV Excelsior e da TV Record, e contava com cinco horas de programação local.
Posteriormente, o Grupo Zahran inaugurou as estações de Cuiabá (TV Centro América) e Corumbá (TV Cidade Branca). Com outras no estado, formariam a Rede Matogrossense de Televisão, que em 1976 afiliou-se à Rede Globo. Em 1977, teve início o desmembramento do atual estado do Mato Grosso do Sul, onde a TV Morena e a TV Cidade Branca passaram a gerar sua programação, enquanto a TV Centro América ficava responsável pelo Mato Grosso, nascendo então o caráter bi-estadual da RMT como rede de televisão.
Em 11 de novembro de 2011, a emissora fechou acordo com a Federação de Futebol de Mato Grosso do Sul para transmitir com exclusividade o Campeonato Sul-Mato-Grossense de Futebol a partir da edição de 2012. O torneio foi exibido no canal até 2021, quando o contrato com a federação não foi renovado.

## Sinal digital
| Canal virtual | Canal digital | Resolução de tela | Programação                                |
| ------------- | ------------- | ----------------- | ------------------------------------------ |
| 6.1           | 30 UHF        | 1080i             | Programação principal da TV Morena / Globo |

Com os equipamentos para a transmissão em sinal digital, como câmeras, ilhas de edição e transmissor, adquiridos com antecedência, a TV Morena foi autorizada a operar no canal 30 UHF após assinatura de ato da secretária de Serviços de Comunicação Eletrônica do Ministério das Comunicações Zilda Beatriz de Abreu em 4 de maio de 2009, lançando-o no mesmo dia.
Transição para o sinal digital
Com base no decreto federal de transição das emissoras de TV brasileiras do sinal analógico para o digital, a TV Morena, bem como as outras emissoras de Campo Grande, cessou suas transmissões pelo canal 6 VHF em 31 de outubro de 2018, seguindo o cronograma oficial da ANATEL.

## Programas
Além de retransmitir a programação nacional da TV Globo, a TV Morena produz e exibe os seguintes programas:
- Bom Dia MS: Telejornal, com Maurren Mattiello;
- MSTV 1.ª edição: Telejornal, com Bruna Mendes;
- Globo Esporte MS: Jornalístico esportivo, com Átilla Eugênio;
- MSTV 2.ª edição: Telejornal, com Lucimar Lescano;
- Meu MS: Programa de variedades, com Ellen Rocha, Gê Louveira e Raul Ruffo;
- Mais Agro: Jornalístico sobre agronegócio, com Edevaldo Nascimento

Desde 1.º de fevereiro de 2021, a TV Morena e suas emissoras no interior do estado exibem o telejornal Hora Um da Notícia com delay de uma hora, para veicular o Bom Dia MS em horário acessível ao público. Para que isso ocorra, a emissora exibe antes do telejornal o programa Terra da Gente, produzido pela EPTV, afiliada da rede no interior de São Paulo. Diversos outros programas compuseram a grade da emissora e foram descontinuados:
- Calouros da Chimbica
- Módulo 6
- Morena Esporte
- Notícias do Dia
- Variedades na TV

## Retransmissoras
| Cidade               | Analógico | Digital | Cidade          | Analógico | Digital | Cidade                   | Analógico | Digital |
| -------------------- | --------- | ------- | --------------- | --------- | ------- | ------------------------ | --------- | ------- |
| Água Clara           | 07        | -       | Anastácio       | 10        | 30      | Aquidauana               | -         | 10 (30) |
| Bandeirantes         | 02        | -       | Bodoquena       | 12        | 30      | Bonito                   | 07        | 30      |
| Camapuã              | 07        | -       | Chapadão do Sul | 04        | -       | Corguinho                | -         | 12 (30) |
| Costa Rica           | 04        | 29      | Coxim           | 09        | -       | Jardim                   | 05        | -       |
| Miranda              | -         | 05 (31) | Nioaque         | 08        | -       | Nova Alvorada do Sul     | 03        | -       |
| Paraíso das Águas    | 09        | -       | Pedro Gomes     | 03        | -       | Porto Murtinho           | 06        | 30      |
| Ribas do Rio Pardo   | 13        | -       | Rio Negro       | 11        | -       | Rio Verde de Mato Grosso | 12        | -       |
| São Gabriel do Oeste | 10        | 30      | Sonora          | 13        | -       |                          |           |         |